# Johnny Anfone
 (mai 2019).
Si vous disposez d'ouvrages ou d'articles de référence ou si vous connaissez des sites web de qualité traitant du thème abordé ici, merci de compléter l'article en donnant les références utiles à sa vérifiabilité et en les liant à la section « Notes et références ».
Johnny Anfone (จอนนี่ แอนโฟเน่), né le 28 octobre 1969, est un acteur thaïlandais,.

## Biographie
Johnny Anfone a des origines thaïlandaises, philippines et allemandes. 
Il est acteur principal dans Fah (1998). 
Il est acteur secondaire dans Daughter (1994) et La Légende de Suriyothai (2001), deux films réalisés par Chatrichalerm Yukol.
Il joue dans une vingtaine de séries télévisées depuis les années 1990 : อาคม (1990);คลื่นชีวิต (1994);สกาวเดือน (1995);ดาวเรือง (1996);เมียหลวง (1999);ระเริงไฟ (2000);มนต์รักอสูร (2004);แม่คุณ...ทูนหัว (2005);เงินปากผี (2006);ตะวันเดือด (2011);ภพรัก (2014).
Il est marié à l'actrice thaïlandaise Jariya Anfone (จริยา สรณะคม). Le couple a trois enfants, deux filles et un garçon : จิรายุ (Jirayu / Jame / เจมส์), จอมภัค (Jompak / Jamemy /เจมมี่), et จิรชยา (Jarichaya / จีนส์ / Gene).

## Filmographie
- 1989 : ความรักของคุณฉุย
- 1991 : เปลวไฟในตะวัน
- 1994 : Daughter (เสียดาย / Sia Dai / Dommage)
- 1995 : Syamol (ศยามล)
- 1998 : Fah (ฟ้า)
- 2001 : La Légende de Suriyothai[6] (สุริโยไท)